# Bittor Alkiza
Bittor Alkiza Fernández (San Sebastián, Guipúzcoa, 26 de octubre de 1970) es un exfutbolista y entrenador español. Ocupaba la demarcación de centrocampista polivalente y desarrolló su carrera profesional entre la Real Sociedad y el Athletic Club y fue internacional con la selección española.
Su padre, Iñaki Alkiza, fue jugador y presidente de la Real Sociedad, además de político local de cierta importancia.

## Trayectoria
Alkiza se formó en la cantera de la Real Sociedad. Debutó con el primer equipo donostiarra, en Primera División, el 1 de septiembre de 1991 en el Camp Nou. En su primera temporada disputó 26 partidos y marcó tres goles.
Continuó dos temporadas más a gran nivel. Disputó 75 partidos marcando trece goles, de los que cabe destacar el hat-trick conseguido en la Copa 1992-93 ante el Real Madrid.

### Traspaso al Athletic Club
En el verano de 1994 se rumoreó insistentemente que el F. C. Barcelona estaba interesado en la adquisición de Alkiza para que formase parte del proceso de renovación del equipo catalán. El donostiarra contaba en aquel momento con contrato en vigor hasta 1996, por lo que el equipo interesado en su adquisición estaba obligado a negociar con la Real o pagar una cláusula de rescisión de 600 millones de pesetas (3,6 millones de euros). Sin embargo, el 1 de agosto saltó la sorpresa al anunciarse que la Real Sociedad iba a traspasar el jugador al Athletic Club a cambio de 220 millones de pesetas (1,3 millones de euros). El Athletic ya se había interesado la temporada anterior por fichar al jugador, pero en aquella ocasión la Real Sociedad no había querido venderlo.
El fichaje del jugador por el Athletic causó mucho descontento y desconcierto entre la afición realista, que veía como uno de sus jugadores preferidos marchaba a reforzar al máximo rival a cambio de una suma de dinero, que era importante, pero mucho menor que la cláusula de rescisión. Sin embargo, el hecho de que el traspaso se hubiera realizado con el visto bueno del club no dejó a Alkiza con el papel de villano a ojos de la afición realista, que responsabilizó de la marcha de Alkiza más a la directiva y al entonces entrenador John Benjamin Toshack que al propio jugador.

### Trayectoria en el Athletic
Alkiza estuvo nueve temporadas en el Athletic, donde disputó 328 partidos. Durante ese periodo marcó ocho goles en Liga y dos en Copa. En la temporada 1997-98 logró el subcampeonato liguero que le permitió disputar, en la siguiente campaña, la Liga de Campeones e incluso a ser llamado por José Antonio Camacho para disputar algunos partidos de la fase de clasificación para la Eurocopa de 2000. Su garra y clase encandilaron a la afición rojiblanca hasta el punto de que, cuando en el año 2003 decidió regresar a San Sebastián, fue ovacionado sinceramente en su despedida.

### Retorno a la Real Sociedad
En 2003 Alkiza decidió regresar a su club de origen, la Real Sociedad de Fútbol, para poner fin a su carrera profesional. Fichó por una temporada con posibilidad de prórrogar el contrato por un segundo año hasta junio de 2005.
La Real Sociedad había completado la temporada anterior una de las mejores campañas de su historia, disputando el título de Liga hasta la última jornada y obteniendo finalmente el subcampeonato de Liga y el pasaporte para jugar la Liga de Campeones. Alkiza llegó para dar profundidad a una plantilla que debía jugar competición europea. El rendimiento de Alkiza en su regreso fue bueno, ya que cumplió a la perfección el cometido para el que había sido fichado. Alkiza jugó 36 partidos durante esa campaña en las tres competiciones (27 como titular) y fue renovado hasta 2005.
En el segundo año poco pudo aportar al equipo, ya que jugó únicamente 12 partidos. El 30 de enero de 2005 jugó su último partido como profesional en Anoeta ante el Villarreal CF, en el que tuvo que abandonar el encuentro al descanso.  El jugador arrastraba de las últimas temporadas una lesión degenerativa en el primer dedo de su pie derecho que lastraba su rendimiento, afección denominada médicamente hallux rigidus y que acabó complicándose a lo largo de la temporada 2004-05. El jugador tuvo que pasar por el quirófano para curarse de esa lesión a finales de febrero, lo que le hizo decir adiós a lo que restaba de temporada y a retirarse como futbolista profesional.
En total, disputó 149 partidos con la Real Sociedad en los que anotó dieciséis goles. En total, disputó 417 partidos en Primera División (287 con el Athletic Club y 130 con la Real Sociedad).

### Etapa posterior
En 2010 se incorporó a la Real Sociedad como director del fútbol base. En la temporada 2013-2014 pasó a ser tercer entrenador del primer equipo de la Real Sociedad, dentro del equipo técnico de Jagoba Arrasate. En 2015 pasó a ser el segundo de Jagoba Arrasate en las filas del CD Numancia y, posteriormente, en CA Osasuna.

## Selección nacional
Fue internacional con la Selección española en 3 partidos, logrando un gol y disputó previamente cuatro partidos con las categorías inferiores. Su debut con la absoluta fue en Granada, frente a Rusia, el 23 de septiembre de 1998, en el primer partido del entonces nuevo seleccionador José Antonio Camacho, tras la destitución de Javier Clemente. Bittor formó parte del once titular y logró el gol de la victoria del combinado nacional por 1-0, con un gran disparo de zurda desde la frontal del área.
El 18 de noviembre de 1998 en Salerno y como titular, disputó su tercer y último partido como internacional, en un encuentro entre dos de las grandes selecciones europeas que finalizó Italia 2-2 España.

## Clubes
| Club              | País   | Año       | Liga | Partidos | Goles |
| ----------------- | ------ | --------- | ---- | -------- | ----- |
| Real Sociedad "B" | España | 1989-1991 | 2.ªB | 52       | 10    |
| Real Sociedad     | España | 1991-1994 | 1.ª  | 105      | 17    |
| Athletic Club     | España | 1994-2003 | 1.ª  | 328      | 10    |
| Real Sociedad     | España | 2003-2005 | 1.ª  | 48       | 0     |